# 엘리펀트 맨 (희곡)
엘리펀트 맨(The Elephant Man)은 19세기 영국에 실존했던 인물 조지프 메릭을 소재로 한 연극이다. 1977년 초연되었으며 버나드 포머런스의 작품이다.